# Рено дьо Шатийон
Вижте пояснителната страница за други личности с името Рено.
Рено дьо Шатийон (на френски: Renaud de Châtillon) е френски благородник от дома Шатийон, взел участие във Втори кръстоносен поход. Княз на Антиохия от 1153 до 1160/1161 г. и владетел на Сеньория Трансйордания от 1175 г. до смъртта си.

## Живот
Той е втори син във френско благородническо семейство.
През 1147 г. се включва във Втория кръстоносен поход. Установява се в Кралство Йерусалим и служи като наемен войник.
През 1153 г. Рено сключва брак с Констанс Антиохийска, вдовица на Раймон дьо Поатие и княгиня на Антиохия. Според Гийом от Тир нейните поданици са неприятно изненадани, че тяхната „прочута, могъща и с добро потекло“ принцеса е избрала да се „ожени за рицар наемник“. Главният опонент на Рено е патриархът на Антиохия Аимери от Лимож. Той отказва да финансира военните му кампании и за отмъщение Рено го залавя и подлага на мъчения. Патриархът е освободен едва след намесата на крал Балдуин III.
През 1156 г., в съюз с арменския владетел Торос, Рено напада Кипър, тогава византийско владение, и го разграбва. Това ядосва византийския император Мануил Комнин, който наказва арменците в Киликия и пристига с голяма армия в Антиохия. Рено е принуден да иска прошка, но не престава с нападенията в съседни области.
През 1160 или 1161 г. напада земеделските стопани в долината на Ефрат при Мараш, но е заловен от емира на Алепо и остава дълги години в плен. Освободен е през 1176 г., след като за него е платен голям откуп. Междувременно Констанс е починала и той губи правата си като владетел на Антиохия. Сключва брак с богатата наследница на Сеньория Трансйордания Стефани от Мили, а тъй като крал Балдуин IV му подарява и Хеброн, Рено става един от най-богатите барони в Йеруслимското кралство. Земите му са разположени на пътя на богатите кервани, пътуващи между Сирия и Египет, и той постоянно ги подлага на грабеж, предизвиквайки ненавистта на мюсюлманските военачалници. Кралят му има доверие и през 1177 г. го прави регент, защото той самият е тежко болен. Рено застава начело на кръстоносната армия, победила Саладин в битката при Монжизар.
В началото на 1180-те години Рено предприема още по-нагла атака срещу мюсюлманите, като сформира малка флота от пет кораба и напада селищата по крайбрежието на Червено море и тормози мюсюлманските поклонници, отправили се на хадж. През 1183 г. застрашава дори Мека и Саладин се заклева, че ще му отмъсти.
След смъртта на Балдуин IV Рено подкрепя сестрата на краля Сибила и нейния съпруг Ги дьо Лузинян в спора за наследяването. Те надделяват през 1186 г. През зимата в края на същата година Рено напада керван, като така нарушава сключеното примирие между Йерусалимското кралство и Саладин. Разгневеният Саладин напада с голяма армия и разбива кръстоносците в битката при Хатин (1187). Рено е заловен на бойното поле и Саладин лично го обезглавява.
Повечето историци разглеждат Рено като безотговорен авантюрист, чиято алчност довежда до падането на Йерусалим. От друга страна Хамилтън твърди, че той е единственият сред кръстоносците, опитал да попречи на Саладин да обедини всички съседни мюсюлмански владения.